# Antonio Del Corvo
Antonio Del Corvo (Celano, 20 giugno 1959) è un politico italiano, presidente della provincia dell'Aquila dal 2010 al 2015.

## Biografia
Conseguita la maturità presso l'istituto tecnico commerciale Galileo Galilei di Avezzano, Antonio Del Corvo si è laureato nel 1984 presso la facoltà di economia e commercio dell'Università degli Studi di Roma "La Sapienza", diventando dottore commercialista. Sposato e con un figlio, è titolare di un proprio studio professionale.

### Attività politica
Iniziando la sua attività politica dal livello locale, fu vice sindaco del comune di Celano dal 1995 al 2000 e dal 2004 al 2010. Alle elezioni regionali del 2008 fu eletto consigliere regionale dell'Abruzzo, carica che mantenne fino al 2010. Iscritto a Forza Italia fino al suo scioglimento nel 2009, aderì al Popolo della Libertà, per poi passare nel 2013 alla nuova Forza Italia.
In quell'anno si candidò infatti alle elezioni provinciali per la carica di presidente della provincia dell'Aquila, risultando eletto a capo di una coalizione di centro-destra e battendo l'uscente Stefania Pezzopane, del centro-sinistra. Il 2 dicembre 2012 presentò le sue dimissioni dalla carica di presidente della provincia, poi ritirate due settimane più tardi. Terminò quindi il proprio mandato alla scadenza naturale, quando a seguito delle elezioni provinciali del 2015 venne eletto alla carica di presidente Antonio De Crescentiis, del centro-sinistra.